# Ptomaphagus sericatus
Ptomaphagus sericatus är en skalbaggsart som först beskrevs av Maximilien de Chaudoir 1845.  Ptomaphagus sericatus ingår i släktet Ptomaphagus, och familjen mycelbaggar. Arten är reproducerande i Sverige.